# Юрченко, Игорь Григорьевич
Игорь Григорьевич Юрченко (род. 21 апреля 1965) — украинский шахтёр, бригадир горнорабочих очистного забоя обособленного подразделения № 81 «Киевская» государственного предприятия «Ровенькиантрацит», Луганская область, Герой Украины (2010).

## Биография
Родился и вырос в г. Ровеньки Луганской области.
По окончании школы поступил в сельскохозяйственный техникум. Учёба оказалась непродолжительной — техникум пришлось оставить из-за болезни отца.
Вернулся в Ровеньки и пошёл работать на шахту. Первым коллективом Игоря Григорьевича стал участок № 5 шахты № 71 «Индустрия», куда он пришёл работать учеником электрослесаря. Затем была армия и снова возвращение в уже свой коллектив. Здесь будущий Герой Украины работал до 1989 года, когда переводом перешёл на шахту «Киевскую». В ноябре 2006 года Юрий Григорьевич был избран бригадиром добычников.
В настоящее время — бригадир ГРОЗ добычного участка № 2 шахты № 81 «Киевская» предприятия «Ровенькиантрацит».

## Награды и заслуги
- Звание Герой Украины (с вручением ордена «Золотая Звезда», 26.08.2010 — за героический и многолетний самоотверженный шахтерский труд, достижение высоких производственных показателей в добыче угля).
- Заслуженный шахтёр Украины (2007 год)[1]
- Медаль «За заслуги перед Луганщиной» III степени (2009)